# Samuel von Chwalkowski
Samuel von Chwalkowski, auch Chwałkowo-Chwałkowsky, Chwalkowo-Chwalkowsky oder Chwalkowo von Chwalkosky, (* in Fraustadt; † 30. Oktober 1705) war ein brandenburg-preußischer Staatsmann.

## Leben

### Familie

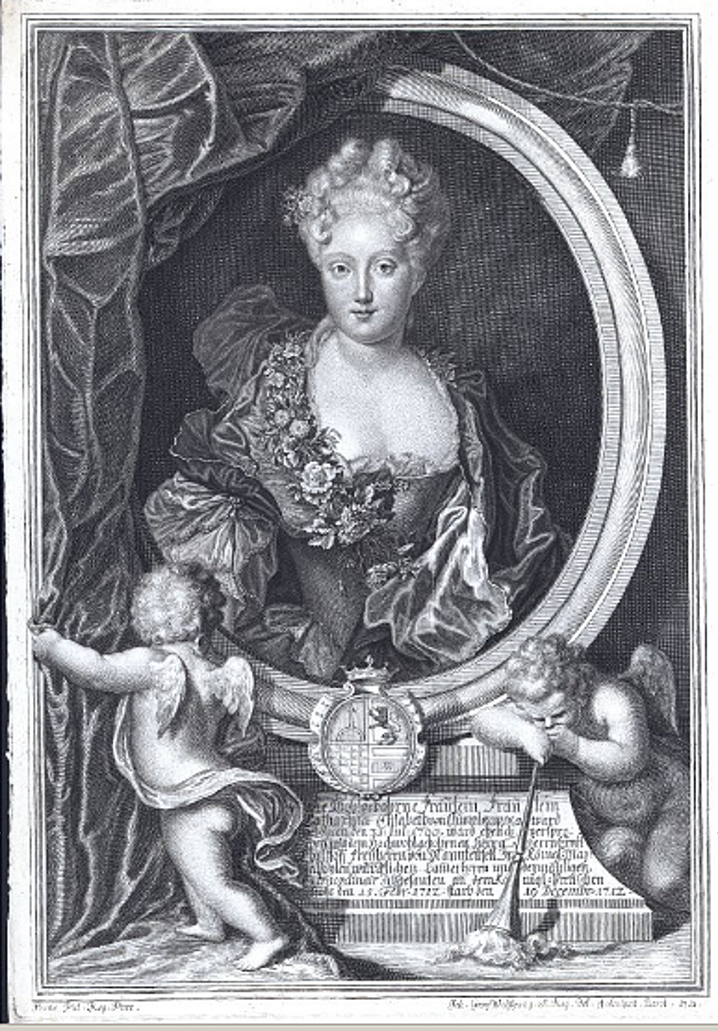
Katharina Elisabeth von Chwałkowsky, Stich von Johann Georg Wolfgang

Samuel von Chwalkowski entstammte einer polnischen Adelsfamilie mit Wappen Odrowąż. Seine Eltern waren Nikolaus Chwalkowo von Chwalkowski und Hedwig von Webere. Sein Bruder Nikolaus war als Jurist und Schriftsteller kurländischer Resident. Aus Samuels Ehe mit Charlotta Sophia von dem Knesebeck, einer Tochter von Thomas von dem Knesebeck (1628–1689) sind zwei Töchter bekannt.
- Dorothe Charlotte, Erbtochter zu Britz ⚭ 1704 Sigmund von Erlach (1671–1722), Hofmarschall und Kommandeur der Hundertschweizer unter Kurfürst Friedrich III. von Brandenburg.
- Katharina Elisabeth (1700–1712), Verlobte von Ernst Christoph von Manteuffel (1676–1749), zu ihr hatte Karl Konrad Achenbach eine Leichenpredigt aufgesetzt.

Eleonore Philippine, geborene Chwalkowo von Chwalkowski (1693–1741), vermählte sich als letzte ihres Geschlechts nach Preußen mit Kammerpräsident Christian Ernst von Münchow (1671–1749).

### Werdegang
Chwalkowski war zunächst Hofjunker am polnischen Königshof und wurde mit verschiedenen diplomatischen Tätigkeiten für Dänemark und Brandenburg betraut. Nachdem er in Warschau mit Johann von Hoverbeck in Kontakt gekommen war, wechselte er 1679 in brandenburg-preußische Dienste. Bis dahin war er noch als dänischer Korrespondent in Polen tätig. Er machte sich dann besonders bei Unterhandlungen in polnischen Sachlagen verdient. 1680 wurde er von Kurfürst Friedrich Wilhelm zum Hof- und Kammergerichtsrat ernannt.
Seit 1682 war er Amtshauptmann der Starostei Draheim, wo er sich sehr bewährt hat. Dies blieb nicht unbemerkt, und so wurde er von Dodo (II.) zu Innhausen und Knyphausen in die Geheime Hofkammer, die erste preußische zentrale Fachbehörde, die die Domänen und ihre Einkünfte verwaltete, berufen. 1687 avancierte er zum Geheimrat, 1692 zum Vize- und Kammerpräsident, 1698 zum Wirklicher Geheimer Rat und Amtskammerpräsident, 17. Oktober dieses Jahres schließlich zum Direktor des Dömänen- und Finanzwesens, also Finanzminister. Er wurde 1699 auch Hauptmann zu Mühlenhof und Möllenbeck.
Er wurde auch mehrfach mit diplomatischen Missionen betraut, bspw. 1694 an den sächsischen Hof in Dresden, wo er den erheblichen Einfluss Schönings feststellte, der für Brandenburg nachhaltig von Bedeutung war. Seine große Wertschätzung lag aber auf dem Gebiet der preußischen Domänenverwaltung. Nach dem Sturz Knyphausens 1698 zu Beginn der Regierungszeit Friedrichs III. war Chwalkowski der bedeutendste Fachbeamte in der Domänenverwaltung. Ihm ist es hauptsächlich zu verdanken, dass trotz der unsicheren Verhältnisse, wie sie die Günstlingswirtschaft unter Friedrich III. mit sich brachte, das Generaldomänendirektorium als unabhängige Fachbehörde entstehen konnte, das ein wichtiger entwicklungsgeschichtlicher Faktor bei der Neubildung der Verwaltung im 18. Jahrhundert werden sollte.